# 保送生
保送生是一种让有特別專長的高中生不必参加高等院校入學考試，直接获得高等院校录取的制度。一般根据学校不同，对保送生的资格要求不同。但大都要经过学生所在学校推荐，并通过大学组织的专家评定。

## 中国大陆
具有以下条件的考生可获得保送资格：
1. 在高中阶段被评为省级优秀学生的应届高中毕业生；
2. 高中阶段在全国中学生学科奥林匹克竞赛全国决赛中获得一、二、三等奖的应届高中毕业生；
3. 高中阶段在全国中学生学科奥林匹克竞赛省赛区竞赛中获得一等奖的应届高中毕业生。
4. 高中阶段在全国青少年科技创新大赛或“明天小小科学家”奖励活动或全国中小学电脑制作活动中获得一、二等奖的应届高中毕业生；
5. 高中阶段在国际科学与工程大奖赛或国际环境科研项目奥林匹克竞赛中获奖的应届高中毕业生；
6. 根据高校外国语言文学类专业对生源的特殊要求，经教育部批准具有推荐保送生资格的外国语中学仅可向高校的外国语言文学类专业推荐思想品德和学习成绩优秀且高中阶段均在本校就读的应届高中毕业生；
7. 曾获得全国体育比赛前三名、亚洲体育比赛前六名、世界体育比赛前八名和获得球类集体项目运动健将、田径项目运动健将、武术项目武英级和其他项目国际级运动健将称号的退役运动员；
8. 公安英烈子女。

文革期间类似于保送制的推荐制，推荐工农兵学员上大学。2010年，教育部为促进升学公平，规定自2011年秋季进入高中阶段一年级的学生开始，在学科奥赛中，只有全国一等奖且被选入国家集训队的获奖者可获得保送资格。2010年(含)以前已进入高中阶段学习的学生，仍可适用调整前的相关政策。
具有保送资格的学生还要经过所在中学推荐，通过申报学校的评定才能保送。评定一般由笔试和面试组成，也有部分高校规定保送生仅通过面试即可。上述调整政策适用。
2008年中国高校中，北京大学、清华大学、上海交通大学、中国科学技术大学、浙江大学、复旦大学录取保送生人数较多。
不仅应届高中毕业生有保送到高校就读本科学士学位的情形，应届本科毕业生也有资格保送到該校或者其他学校（或单位）的研究生院攻读硕士学位，称为推荐免试攻读硕士（博士）研究生资格。详情参见中国研究生入学考试。此外，应届硕士毕业生也有机会申请免试直接攻读博士学位，依照情形不同，分为硕博连读和直博两种。

## 香港
於香港中學會考中成績優異者，俗稱「尖子」。考生在香港中學會考取得六科A級，以及中英文不低於C級成績，可豁免參加香港高級程度會考，直接在中六時透過優先取讀計劃報讀大學，坊間俗稱此計劃為「拔尖」；此等計劃源自於香港中文大學在1980年代推出的暫取生政策，已隨「334學制」推展而廢止。
不同於中國大陸，香港並無任何針對代表香港參加國際中學生學科奧林匹克競賽的學生的優惠升學政策。

#### 在中國內地升學

##### 暨南大學和華僑大學聯合招收香港保送生
暨南大學本科生招生辦公室和華僑大學招生處分別委託香港中國旅行社、香港學友社學生輔導中心、中國教育留學交流（香港）中心、香港教育工作者聯會和香港考試及評核局負責協調兩校在香港的招生工作，其中香港中國旅行社負責接收香港保送生的報考材料。
每年十二月初，暨大和華大分別公佈本科生保送生要求，保送生必須透過《暨大華大兩校聯招網上系統》填報資料，繳交紙質的保送生登記表（需經過中學班主任和校長簽名）、中四至中五成績表、香港居民身份證副本、《港澳居民來往內地通行證》副本、學習概覽副本和港幣550元，並由自行送至香港中國旅行社報名。
香港保送生須於十二月聖誕節期間接受網上面試，報考暨南大學的四個志願均爲藝術體育類的專業者可無需參加面試，但需另行報考藝術體育類術科考試。直至翌年三月中旬由暨大和華大在《暨大華大兩校聯招網上系統》公布結果，翌年五月公佈報考藝術類和體育類專業的錄取結果。

## 台灣
台灣教育史上出現過好幾次以保送為名的入學制度，但不見得是在升大學、大專階段，目前仍存在之制度如「中等以上學校技藝技能優良學生甄審及保送入學辦法」，簡稱「技優保送入學」。現行法規對於國際數理學科奧林匹亞競賽（包括數學、物理、化學、生物、地球科學及資訊）及國際科學展覽獲得優良成績的代表學生，設有按其所得成績保送或推薦入大學各學系的辦法。

## 澳門
澳門的升學渠道多，分別有保送入學、考試入學、直接入學等。澳門和中國內地的高等院校均設有保送入學。

### 在澳門本地升學
除保安部隊高等學校外，澳門的高等院校均設有保送入學，每間高等院校的保送入學的要求不同，每間高等院校的保送入學均獨立招生，時間是每年的九月至翌年一月。

### 在中國內地升學
2004年開始，中國內地普通高等院校開始聯合招收華僑、港澳台地區的應屆高中畢業生。澳門的報名和考試，由教育及青年發展局（下稱「教青局」，2021年2月1日前由高等教育局負責）負責。
即使成功保送到內地的高等院校，仍可參加由澳門大學、澳門理工大學、澳門旅遊學院和澳門科技大學聯合舉辦的「四校聯考」。

#### 中國普通高等學校聯合招收澳門保送生
應澳門教育及青年發展局邀請，教育部每年組織部分內地高校赴澳門招收保送生。

##### 時間表
| 時間                     | 事項                                 | 地點                 |
| ------------------------ | ------------------------------------ | -------------------- |
| 每年11月                 | 中學推薦保送生，及保送生填報資料     | 教青局保送生網上系統 |
| 翌年1月中旬              | 保送生考試                           | 澳門教業中學         |
| 保送生考試翌日           | 公布首輪保送錄取名單和及徵集志願計劃 | 澳門教業中學         |
| 保送生考試翌日           | 徵集志願計劃報名                     | 澳門教業中學         |
| 保送生考試翌日           | 徵集志願計劃高等院校介紹會           | 澳門教業中學         |
| 公布首輪保送錄取名單翌日 | 徵集志願計劃考試                     | 澳門教業中學         |
| 徵集志願計劃考試翌日     | 公布總保送錄取名單                   | 教青局保送生網上系統 |

##### 保送生要求及人數
2017年起，保送生數量是應屆高中畢業生總人數由原來的30%擴大至40%。
保送生必須是持有效的澳門居民身份證及“港澳居民來往內地通行證”、品學兼優的應屆高中畢業生。該保送生必須透過中學推薦才能參加保送。

##### 在澳門招收的内地高校
直至2017/2018學年，在澳門招收澳門保送生的中國內地高等院校一共有57所。
直至2020/2021學年，在澳門招收澳門保送生的中國內地高等院校一共有95所。
直至2022/2023學年，在澳門招收澳門保送生的中國內地高等院校一共有109所。
直至2024/2025學年，在澳門招收澳門保送生的中國內地高等院校一共有121所。
| 北京市 - 北京大學 - 中國人民大學 - 清華大學 - 北京師範大學 - 北京語言大學 - 對外經濟貿易大學 - 中央財經大學 - 中國政法大學 - 北京中醫藥大學 - 北京郵電大學 - 北京理工大學 - 中央音樂學院 - 北京外國語大學 - 北京第二外國語學院 - 首都師範大學 - 首都經濟貿易大學 - 北京電影學院 - 北京服裝學院 - 北京舞蹈學院 - 北京體育大學 - 北京科技大學 - 北京交通大學 - 中国传媒大学 天津市 - 天津大學 - 南開大學 - 天津師範大學 - 天津工業大學 - 中國民航大學 | 辽宁省 - 大連理工大學 - 東北大學 - 遼寧中醫藥大學 - 東北財經大學 吉林省 - 吉林大學 - 東北師範大學 上海市 - 復旦大學 - 上海交通大學 - 同濟大學 - 華東師範大學 - 上海財經大學 - 華東理工大學 - 上海外國語大學 - 上海師範大學 - 上海體育大學 - 上海中醫藥大學 江苏省 - 南京大學 - 東南大學 - 南京師範大學 - 南京醫科大學 - 南京中醫藥大學 - 南京航空航天大學 - 南京信息工程大学 - 西交利物浦大学 | 浙江省 - 浙江大學 - 寧波諾丁漢大學 - 溫州肯恩大學 - 浙江工业大学 - 浙江中医药大学 - 中国美术学院 - 寧波大学 - 浙江传媒学院 福建省 - 廈門大學 - 福建師範大學 - 集美大學 - 福建中醫藥大學 - 福州大學 江西省 - 南昌大學 - 江西財經大學 山东省 - 山東大學 - 中國海洋大學 - 山東中醫藥大學 - 中國石油大學(華東) - 鄭州大學 湖北省 - 武漢大學 - 華中科技大學 - 華中師範大學 - 湖北大學 - 中南財經政法大學 - 中国地质大学（武漢） | 湖南省 - 湖南大學 - 中南大學 - 湖南師範大學 - 湖南工業大學 - 湘潭大学 广东省 - 中山大學 - 華南理工大學 - 華南師範大學 - 南方醫科大學 - 廣州醫科大學 - 汕頭大學 - 廣州大學 - 廣東財經大學 - 廣東外語外貿大學 - 廣州中醫藥大學 - 深圳大學 - 星海音樂學院 - 廣州美術學院 - 廣東工業大學 - 珠海城市職業技術學院 - 中山職業技術學院 - 廣東藥科大學 - 廣東海洋大學 - 哈爾濱工業大學（深圳） - 香港科技大学（广州） - 香港中文大学（深圳） | 海南省 - 海南大學 四川省 - 四川大學 - 西南財經大學 - 電子科技大學 重庆市 - 西南大學 - 西南政法大學 - 重慶大學 陕西省 - 陝西師範大學 - 西北大學 - 西安交通大學 - 長安大學 - 西安工程大學 - 西安電子科技大學 - 西北工業大學 甘肃省 - 蘭州大學 云南省 - 雲南師範大學 |  |

#### 暨南大學和華僑大學聯合招收澳門保送生
暨南大學本科生招生辦公室和華僑大學招生處分別委託澳門中華教育會負責協調兩校在澳門的招生工作。
每年十一月，暨大和華大分別公佈本科生保送生要求，保送生必須透過《暨大華大兩校聯招網上系統》填報資料，繳交紙質的報名表、保送生登記表（需經過中學班主任和校長簽名）、高中成績表、澳門居民身份證副本、“港澳居民來往內地通行證”副本和澳門幣550元，並由學校送至澳門中華教育會進行集體報名。
該保送計劃無須面試和筆試，直至翌年一月中旬由暨大和華大在《暨大華大兩校聯招網上系統》公布結果。報考藝術類和體育類專業者，須自行報考藝術類和體育類的術科考試，合格者方可錄取藝術類和體育類專業。

#### 中山大學本科單獨招收澳門地區學生
2020/2021學年前，中山大學同樣委託了澳門中華教育會負責獨立招收澳門保送生。
2020/2021學年起，中山大學停止獨立招收澳門保送生，改由教育及青年發展局負責（2021年2月1日前由高等教育局負責）統一招收澳門保送生。

## 備注
1. ↑  这里指的是大学四年级开学后约60天内。